# Zemships
Het project Zemships (Zero Emissions Ships) ontwikkelde de rondvaartboot Alsterwasser in Hamburg waarbij de stroom voor de elektromotor wordt opgewekt door een brandstofcel op waterstof. Het is de eerste rondvaartboot voor 100 personen in Duitsland met een brandstofcel. De kiel werd op 4 december 2007 op de SSB scheepswerf in Oortkaten gelegd en de eerste boot vaart sinds 2008 op de Alster in Hamburg.

## Specificatie

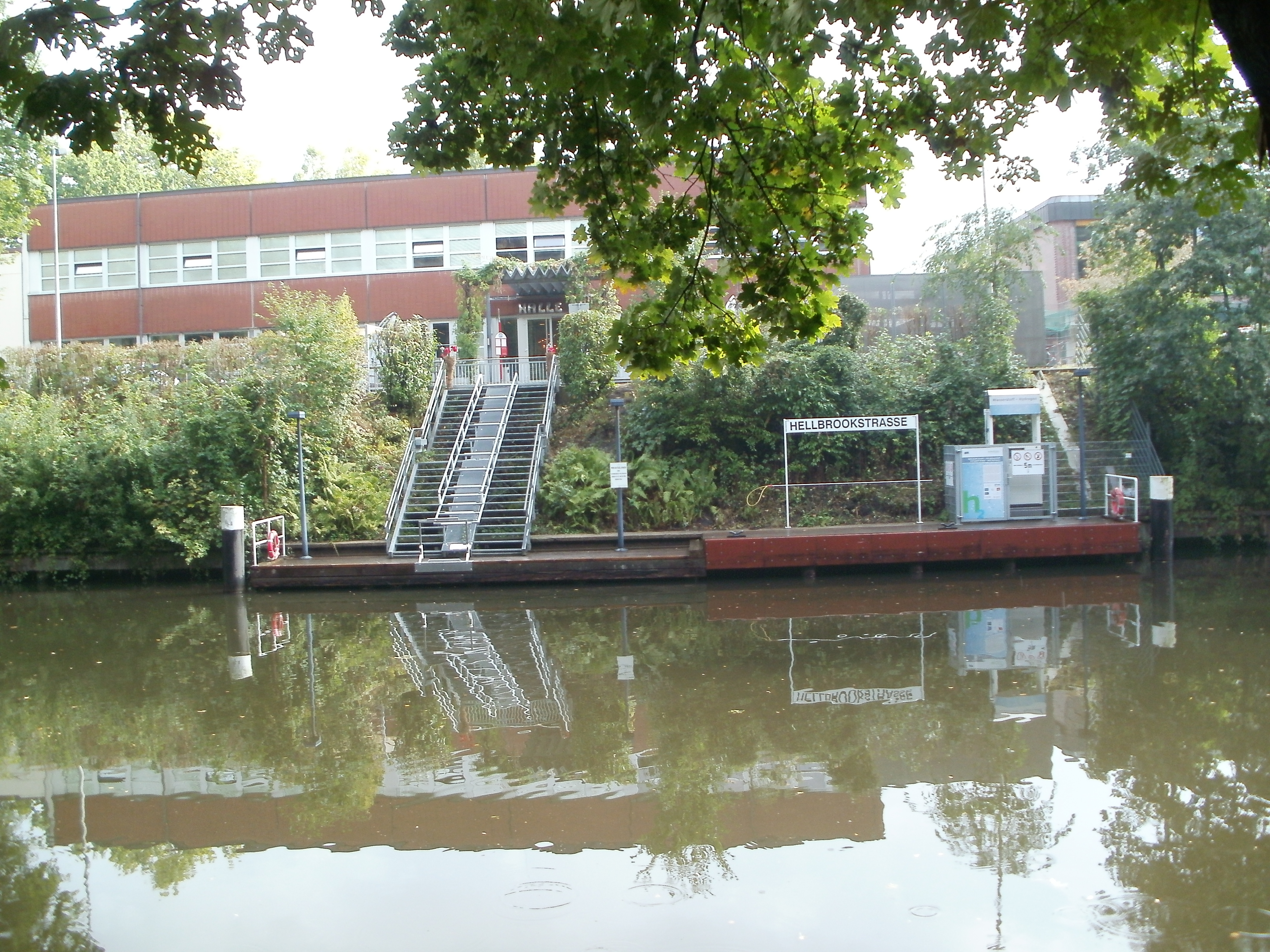
Een waterstof-tankstation aan de Hellbrookstrasse.

Een boot voor 100 passagiers, 25,56 m lang en 5,2 m breed met een 100 kW elektrische motor, een 350 bar waterstoftank, met twee 48 kW PEM brandstofcellen (140 V DC) en een geïntegreerde batterij (7 x 80 V, 360 Ah). Het waterstofstation is een opslagtank met 17.000 liter waterstof. De compressie wordt gedaan met een ionische vloeistof-zuiger compressor.